# Route nationale 360
Die Route nationale 360, kurz N 360 oder RN 360, war eine französische Nationalstraße, die 1933 auf der Strecke zwischen Cambrai und Vervins festgelegt wurde. Die 72 Kilometer lange Straße wurde 1973 in eine Départementstraße umnummeriert. Von 1978 bis 2006 wurde die Nummer N360 für die Ortsdurchfahrt von Sens benutzt, nach dem die N6 (Ex-N5) auf eine Umgehungsstraße verlegt wurde. Diese Straße trägt heute die Nummern D606A (südlich des Stadtkerns) und D606B (nördlich des Stadtkerns).